# Diocese de Breda
A Diocese de Breda (em latim: Dioecesis Bredana) é uma diocese latina da Igreja Católica em Breda, Holanda.

## Descrição
Até 1801, este território fazia parte da Diocese Católica Romana de Antuérpia, diocese suprimida pela Concordata de 1801 (quando Antuérpia foi anexada à França). Breda foi então erigida como Vicariato Apostólico em 1803.
A diocese foi erigida em 14 de março de 1853, com Johannes van Hooydonk sendo nomeado seu primeiro bispo. O bispo atual é Johannes Wilhelmus Maria Liesen. A catedral atual é a de Santo Antônio de Pádua (em holandês: H. Antonius van Padua), localizada no centro de Breda .
Seu território canônico consiste na província de Zeeland e parte da província de Brabante do Norte e é subdividido em 112 paróquias.
A Diocese conta com 136 padres seculares e 159 religiosos, sendo 356 religiosos e 1.080 religiosas. O número de fiéis é de quase 25.000, ou 2,2% da população.
Durante a década de 1960, a demarcação relativamente forte entre o sul católico de um lado e o oeste e norte calvinistas do outro lado dos Países Baixos começou a diminuir. Na segunda metade do século XX, ocorreu uma rápida secularização e uma forte perda de filiação religiosa em Brabante do Norte.
No oeste de Brabante do Norte (Diocese de Breda) o número de pessoas que se associam ao catolicismo diminuiu fortemente, apenas 52% dos brabantianos ocidentais se identificam como católicos romanos em 2006. A frequência à igreja é baixa, com apenas 1% da população brabantiana ocidental visitando igrejas. Brabante do Norte é majoritariamente católico romano por tradição e ainda usa o termo e certas tradições como base para sua identidade cultural, embora a grande maioria da população seja agora em grande parte irreligiosa na prática. Pesquisas entre católicos holandeses em 2006 mostram que apenas 27% dos católicos holandeses podem ser considerados teístas, 55% como ietsistas/agnósticos e 17% como ateus.

## Bispos
|                 | Nome                      | Período   | Notas                     |        |
| Bispos          | Bispos                    | Bispos    | Bispos                    | Bispos |
| --------------- | ------------------------- | --------- | ------------------------- | ------ |
| 12º             | Johannes Liesen           | 2011-     | Atual                     |        |
| 11º             | Hans van den Hende        | 2007-2011 | Nomeado Bispo de Roermond |        |
| 10°             | Martinus Muskens          | 1994-2007 |                           |        |
| 9º              | Hubertus Ernst            | 1967-1992 |                           |        |
| 8º              | Gerard de Vet             | 1962-1967 |                           |        |
| 7º              | Joseph Baeten             | 1951-1961 |                           |        |
| 6°              | Pieter Hopmans            | 1914-1951 |                           |        |
| 5º              | Petrus Leyten             | 1885-1914 |                           |        |
| 4º              | Henricus van Beek         | 1874-1884 |                           |        |
| 3°              | Johannes van Genk         | 1868-1874 |                           |        |
| 2º              | Johannes van Hooydonk     | 1827-1867 |                           |        |
| 1º              | Adrianus van Dongen       | 1803-1826 |                           |        |
| Bispo coadjutor |                           |           |                           |        |
|                 | Johannes van den Hende    | 2006-2007 |                           |        |
|                 | Jozef Willem Maria Baeten | 1945-1951 |                           |        |
|                 | Johannes van Genk         | 1850-1868 |                           |        |
|                 | Joannes van Breugel       | 1849-1850 |                           |        |
|                 | Antonius van Dyck         | 1846-1848 |                           |        |